# اهاب المصری
اهاب المصری (انگلیسی: Ehab El Masry؛ زادهٔ ۲۲ اکتبر ۱۹۸۵) ورزشکار فوتبال اهل مصر است.
وی همچنین در تیم ملی فوتبال مصر بازی کرده‌است.